# Ръбестоклюн тукан
Ръбестоклюн тукан (Ramphastos sulfuratus) е вид птица от семейство Туканови (Ramphastidae).

## Разпространение и местообитание
Разпространен е тропическите джунгли на Белиз, Венецуела, Гватемала, Колумбия, Коста Рика, Никарагуа, Панама, Хондурас и южната част на Мексико.